# Staffan Götestam

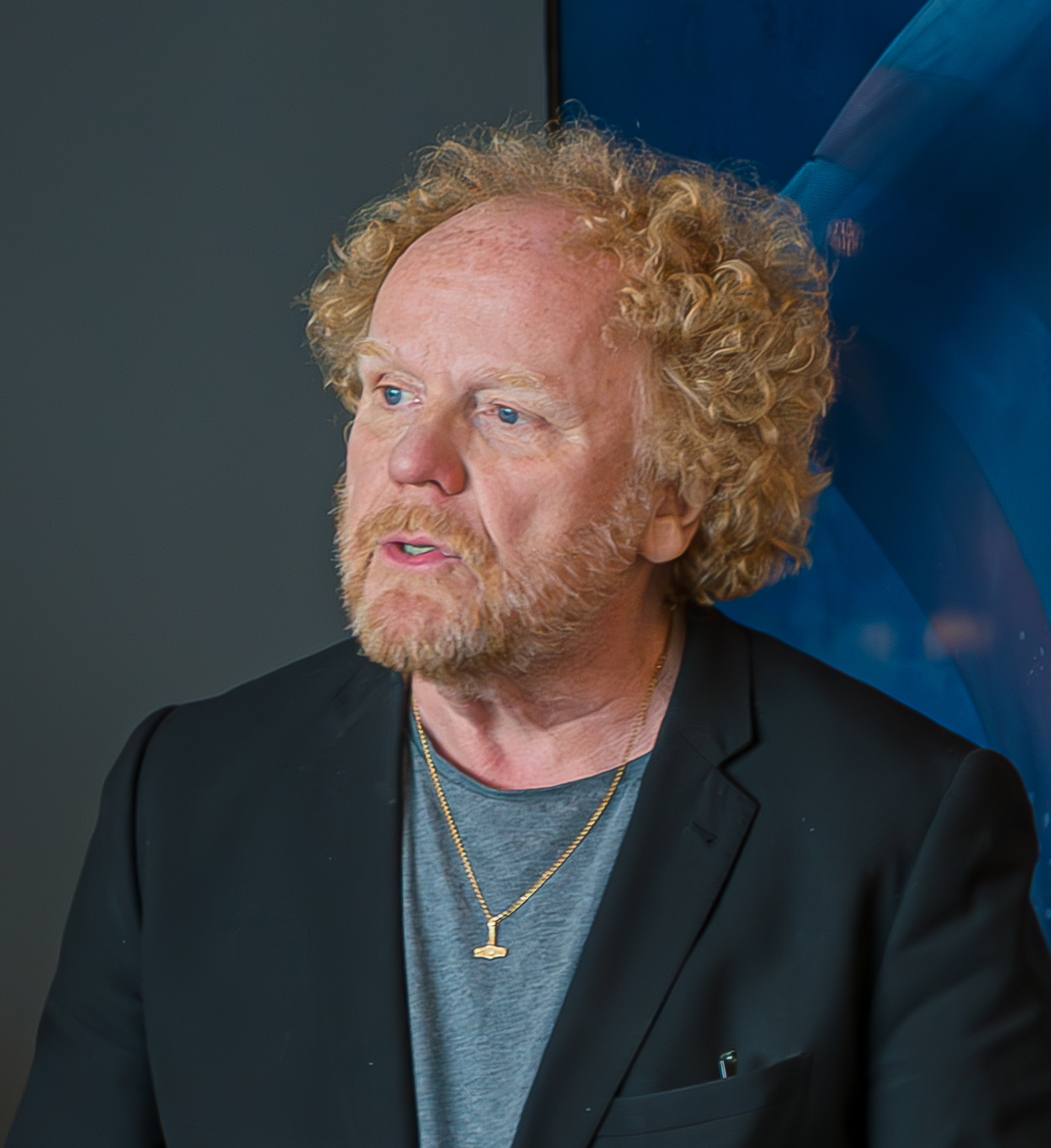
Staffan Götestam 2017 bei einer Pressekonferenz

Staffan Götestam (* 20. Mai 1952 in Örnsköldsvik) ist ein schwedischer Schauspieler, Regisseur, Dramatiker, Theatermanager und Komponist.

## Karriere
Staffan Götestam ging 1973 zur Theaterschule. Nach seiner Ausbildung bekam er eine Rolle in dem Musical Godspell (1974), das im Jarlateatern in Stockholm aufgeführt wurde.
1977 wurde er bekannt durch seine Darstellung des Jonathan Löwenherz in dem Film Die Brüder Löwenherz. Während der Arbeit an diesem Film lernte er Astrid Lindgren kennen, mit der er auch in den kommenden Jahren viel zusammenarbeiten sollte. So inszenierte er einige ihrer Werke als Theaterstücke und führte die Regie. Auch bei Astrid Lindgrens Kurzfilmen Goldi und Nils Karlsson Däumling übernahm er die Regie.
Ende der 1970er Jahre fing Götestam an hauptsächlich hinter den Kulissen als Regisseur, Drehbuchautor oder Produzent zu arbeiten.
1996 gründet er das schwedische Kindermuseum Junibacken. Das Museum widmet sich insbesondere der Kinderliteratur von Astrid Lindgren. Daneben befasst sich das Museum auch anderen berühmten Figuren wie zum Beispiel Pettersson und Findus. Auch Mitte 2020 ist Götestam noch immer beim Museum tätig.
Gemeinsam mit seiner Tochter Josefine Götestam produzierte er 2017 Hörspiele zu bekannten Kindermärchen wie Aschenputtel und Die kleine Meerjungfrau.
2019 führte Götestam in dem Theaterstück Happy Ending Regie, für welches er auch das Drehbuch schrieb.
Im selben Jahr startete er die erfolgreiche Kinderserie Humlan Djojj mit Hörgeschichten um eine Hummel, die später in eine Animationsserie und eine Bühnenshow mündete.

## Privatleben
Götestam ist verheiratet und hat vier Kinder. Er lebt in Östermalm.

## Filmografie
Als Schauspieler
- 1976: De lyckligt lottade
- 1977: 91:an och generalernas fnatt
- 1977: Die Brüder Löwenherz (Bröderna Lejonhjärta)
- 1979: Skeppsredaren
- 1986: Bödeln och skökan

Als Regisseur
- 1989: Goldi (Gull-Pian)
- 1990: Nils Karlsson Däumling (Nils Karlsson Pyssling)